# Graboszewo (gromada)
Graboszewo – dawna gromada, czyli najmniejsza jednostka podziału terytorialnego Polskiej Rzeczypospolitej Ludowej w latach 1954–1972.
Gromady, z gromadzkimi radami narodowymi (GRN) jako organami władzy najniższego stopnia na wsi, funkcjonowały od reformy reorganizującej administrację wiejską przeprowadzonej jesienią 1954 do momentu ich zniesienia z dniem 1 stycznia 1973, tym samym wypierając organizację gminną w latach 1954–1972.
Gromadę Graboszewo z siedzibą GRN w Graboszewie utworzono – jako jedną z 8759 gromad na obszarze Polski – w powiecie wrzesińskim w woj. poznańskim, na mocy uchwały nr 42/54 WRN w Poznaniu z dnia 5 października 1954. W skład jednostki weszły obszary dotychczasowych gromad Graboszewo, Młodziejewice i Paruszewo, ponadto miejscowości Chwalibogowo II i Skarboszewo z dotychczasowej gromady Skarboszewo oraz miejscowość Unia z dotychczasowej gromady Goniczki – ze zniesionej gminy Strzałkowo w tymże powiecie. Dla gromady ustalono 17 członków gromadzkiej rady narodowej.
1 stycznia 1956 gromada weszła w skład reaktywowanego powiatu słupeckiego w tymże województwie.
Gromadę zniesiono 1 stycznia 1960, a jej obszar włączono do gromady Strzałkowo w tymże powiecie.